# Eratema
| Unidades cronoestratigráficas del registro geológico | Unidades geocronológicas de la escala temporal geológica | Notas                                                                              |
| ---------------------------------------------------- | -------------------------------------------------------- | ---------------------------------------------------------------------------------- |
| Eonotema                                             | Eón                                                      | 4 en total, los mayores intervalos de años                                         |
| Eratema                                              | Era                                                      | 12 en total, aproximadamente abarcan múltiplos de cien millones de años            |
| Sistema                                              | Período                                                  | Algunos nombres familiares, definidos en 21 divisiones principales y 2 secundarias |
| Serie                                                | Época                                                    | 48 unidades y cada una abarcando decenas de millones de años                       |
| Piso                                                 | Edad                                                     | 99 unidades y la mayoría abarcando millones de años                                |
| Cronozona                                            | Cron                                                     |                                                                                    |

Un eratema es una unidad cronoestratigráfica correspondiente al registro estratigráfico total depositado durante el tiempo de duración de una era en la escala de tiempo geológico. De su formalización se encarga la Comisión Internacional de Estratigrafía.

## Los eratemas en la escala de tiempo geológico
Se han establecido diez eratemas, agrupados en tres eonotemas y divididos en veintidós sistemas (el eonotema Hádico no está dividido en eratemas y los eratemas del eonotema Arcaico no están divididas en sistemas):

## Consideraciones generales
Los eratemas tienen los mismos nombres que sus correspondientes eras.
El eonotema Fanerozoico se divide por lo tanto en los eratemas
Paleozoico, Mesozoico y Cenozoico, nombres coincidentes con los de las correspondientes eras.
Similarmente, el eonotema Proterozoico comprende, de más reciente a más antiguo, los eratemas
Neoproterozoico, Mesoproterozoico y Paleoproterozoico,
y el eón Arcaico y su eonotema correspondiente se dividen análogamente en
Neoarcaico, Mesoarcaico, Paleoarcaico y Eoarcaico, cuyo límite inferior (más antiguo) no está definido.